# KUD Sveti Ilija (Dokanj)
KUD Sveti Ilija je hrvatsko kulturno-umjetničko društvo iz Doknja.

## Povijest
Poslije rata u soljanskom kraju obnavljaju se hrvatska društva, koja su prestala postojati u Jugoslaviji. U Doknju su također htjeli obnoviti svoje kulturno društvo. Godinama su težili imati svoje društvo, no nije im polazilo za rukom. Stoga su u Doknju osnovali pri Hrvatskom domu Tuzla, krovnoj ustanovi Hrvata Župe Soli, ogranak pod nazivom "Izvorna folklorna skupina (IFS) Dokanj". Hrvatski dom je bio izbor jer ta ustanova ima misiju ponovnog oživljavanja kulture i običaja, koji su tijekom rata u potpunosti bili ugašeni u ovom kraju. Rad je ispočetka bio težak, uz malo pomoći sa strane, ali uz volonterski zanos i veliku ljubav. Napokon je došao dan kad je sazrela ideja za osnivanjem svoga KUD-a te se pošlo ostvariti projekt. 6. lipnja 2008. godine na inicijativu nekolicine smjelih i odvažnih ljudi, većinom članova IFS Dokanj službeno je osnovan KUD pod nazivom "Kulturno umjetničko društvo (KUD), sv. Ilija Dokanj, župa Breške". Nazvano je po sv. Iliji Proroku, zaštitniku Doknja, čije ime nosi i crkva u Doknju. U KUD-u djeluje više sekcija: folklorna, tamburaška, dramska, recitatorska, literarna. Članovi rade na prikupljanju starih rukotvorina, alata i oruđa s kojima su naši preci nekada radili. Namjera je izložiti u zavičajni muzej i tako ih otrgnuti od zaborava. Za prvog predsjednika KUD-a izabran je gosp. Leon Milošić, ovdašnji učitelj. Društvo uspijeva ostvariti zacrtane ciljeve. Organizira proslavu Ilindana u Doknju, svakoga 19. srpnja uoči blagdana sv. Ilije ovdje se organizira tradicionalna manifestacija „Lilanje u Doknju“. Veliku počast dobilo je 2008. kad su na poziv vojvođanskih Hrvata katolika otišli u Bač, na obilježavanje 320-te obljetnice od egzodusa gradovrških Hrvata i njihovih fratara u okolicu Bača. Društvo je sudjelovanje obilježilo nastupom 29. kolovoza 2008. godine.